# Giovanni Battista De Gasperi
Giovanni Battista De Gasperi (Udine, 18 aprile 1892 – Altopiano di Folgaria, 16 maggio 1916) è stato un geografo, geologo e speleologo italiano.

## Biografia

### Infanzia e giovinezza
Giovanni Battista De Gasperi nasce il 18 aprile 1892 a Udine dai cittadini irredenti Beniamino De Gasperi (professore di storia e geografia originario di Trento) e Teresa Buttinasca (nata a Gorizia).
Ultimo di quattro figli, subisce ben presto la perdita dei due fratelli maggiori: Giuseppe (1883-1907), alpinista esperto, morirà a ventiquattro anni scalando il Monte Civetta, mentre Luigi Callisto (1887-1915), ufficiale dell’8º Reggimento Alpini battaglione Val Natisone, sarà dichiarato disperso in azione alle pendici del Monte Nero.
Mente brillante e precoce, si affilia ancora giovanissimo al Circolo Speleologico e Idrologico Friulano, divenendone segretario a soli sedici anni (1908) e pubblicandovi, nello stesso anno, un primo articolo sulla rivista “Mondo Sotterraneo”. Sarà questo l’inizio di una fruttuosa, ma non esclusiva, collaborazione che si protrarrà nel corso degli anni: già dal 1909 seguiranno altre pubblicazioni per “Mondo Sotterraneo”, ma anche per “Annali del R. Laboratorio di Chimica Agraria di Udine” e per il “Bollettino dell’Associazione Agraria Friulana”.
Il 15 agosto dello stesso anno, De Gasperi consegue il diploma presso l’Istituto tecnico Antonio Zanon (sezione fisico-matematica) con menzione onorevole in Storia naturale, decidendo poi di proseguire la carriera accademica al Regio Istituto di Storia Naturale di Firenze sotto la guida del Professor Giotto Dainelli, già mentore negli ambienti della Società alpina friulana, sicuramente invogliato anche dalla presenza, a Firenze, dell’illustrissimo Professor Olinto Marinelli.

### Periodo fiorentino
Gli anni dell’università saranno, per De Gasperi, tanto scostanti dal punto di vista accademico, quanto fruttuosi per quanto riguarda la ricerca su campo.
Tra il 1910 e il 1911 esplora e rileva le gallerie di Grotta Doviza con il solo aiuto dei colleghi universitari Giovanni Sadnig e Manlio Rodaro (autore del servizio fotografico), coprendone oltre due chilometri e segnando il primato per il più lungo tratto di grotta esplorato in Italia; record fino ad allora detenuto da Grotta del Cavallone (Massiccio della Maiella, Abruzzo) che visiterà negli stessi anni per verificarne di persona la lunghezza (nettamente inferiore a quella di Dovizia).
Durante il periodo fiorentino esplora ripetutamente l’Appennino tosco-emiliano, la Repubblica di San Marino (dove indaga i fenomeni carsici nei gessi insieme a Lodovico Quarina), nonché, tra il 1911 e il 1912, vari ghiacciai nella Conca del Baitone (Gruppo dell'Adamello) e nella Valle di Gressoney, su incarico della Commissione per lo studio dei ghiacciai italiani del Club Alpino Italiano.
Il 16 dicembre 1912 parte da Genova alla volta dell’Argentina per prendere parte ad una spedizione scientifica di tre mesi capeggiata dal missionario salesiano Alberto de Agostini. In questa occasione, De Gasperi viene ingaggiato per condurre le analisi geografico-naturalistiche e il rilevamento di tutte le regioni percorse tra il Seno dell'Ammiraglio e il Canale di Beagle.
Si deve a questa spedizione:
- il rilievo dei fronti del ghiacciaio Negri, dei ghiacciai del Monte Sarmiento (con relativa valle a sud) e del ghiacciaio della Baia di Ainsworth;
- l’individuazione di ben due fiordi sul fondo della Keats Sound non segnalati sulla carta inglese in uso (e degli undici ghiacciai qui localizzati);
- la mappatura dell’itinerario di sei giorni che dalla Baia dell'Ammiraglio, attraverso la Sierra Valdivieso, condusse l’equipaggio fino al Canale di Beagle.

Brillante nel suo lavoro da geografo e speleologo, come testimoniato dalle numerose pubblicazioni e dalla cospicua collezione di rocce, fossili, piante e animali donata all’istituto fiorentino in seguito al rientro in Italia, non si limiterà ad esso: effettua, infatti, anche studi in loco degli insediamenti indigeni della Patagonia meridionale, approfondendone le cause di estinzione e suggerendo misure per la salvaguardia dei superstiti.
Conclusasi l’esperienza argentina nel marzo del 1912, De Gasperi rientra a Firenze riprendendo gli studi da dove li aveva interrotti e portandoli a termine il 14 marzo del 1914 sotto la guida di Giotto Dainelli, laureandosi a pieni voti e con la lode a dispetto del percorso accademico piuttosto altalenante.
Contemporaneamente alla stesura della tesi, lavora anche a due pubblicazioni:  un lavoro monografico sulle casere dell’alto Friuli (che uscirà nel 1916) e “Grotte e Voragini del Friuli”, considerato tutt’oggi testo di riferimento per lo studio dei fenomeni carsici in area friulana.

### Gli anni della Guerra
Ottenuto il titolo di dottore in scienze, De Gasperi risulta anche vincitore, sempre presso l’istituto fiorentino, di una borsa di studio per il corso di perfezionamento in geologia che non porterà mai a termine a causa dello scoppio della Prima guerra mondiale.
Arruolatosi nel 1915 come allievo ufficiale nel 70° Reggimento Fanteria a Firenze,  svolge il servizio militare tra Comelico e l’Isonzo (vicino Oslavia), conquistando presto il grado di tenente (69º Reggimento Fanteria, brigata Ancona). Sul campo si distingue per il coraggio che gli varrà anche una medaglia d’argento al valore militare, ottenuta in seguito ad un attacco sferrato nella notte tra il 7 e l’8 giugno 1915 ai danni di una pattuglia austriaca in ricognizione sulle alture di Eisenreich.
Rimasto ferito in azione, trascorre la convalescenza a Firenze dove si ricongiunge brevemente all’amata Enrica Calabresi (1891-1944), biologa ferrarese di origine ebrea, cui è sentimentalmente legato dai tempi dell’università e sua promessa sposa all’epoca del conflitto. Durante il congedo si assume anche l’onere di addestrare le nuove reclute, rifiutando però l’offerta di renderlo il suo compito permanente e preferendo, piuttosto, tornare al fronte una volta ristabilitosi.
Del periodo trascorso in trincea rimane un cospicuo corpus epistolare, di carattere tanto personale quanto di interesse geologico-speleologico,  indirizzato tra gli altri anche al maestro Dainelli e all’amata Calabresi. Proprio a quest’ultima arriverà, datata 14 maggio 1916, l’ultima lettera scritta da De Gasperi: ferito gravemente durante un assalto nemico sul Monte Maronia, morirà il 16 maggio 1916 all’età di ventiquattro anni.

### Tumulazione
Dopo la morte, De Gasperi viene inizialmente tumulato in un cimitero militare in Trentino, salvo poi essere spostato nel 1921 all'interno del camposanto San Vito di Udine, dove si trova tuttora.
Della solenne commemorazione funebre organizzata in tale occasione rimane traccia persino nei giornali dell’epoca. Toccano particolarmente l’accorato intervento di Giotto Dainelli (che riporta alcuni stralci dell’ultima lettere inviategli dall’allievo dal fronte datata 14 aprile 1916) e la stele funeraria posta a sua memoria sulla tomba: “Per ricordare GB De Gasperi, forte intelletto ottimo cuore integro carattere, che visse per la scienza e morì per la patria, nato a Udine 18 IV 1892, morto sul Maronia 16 V 1916, i genitori e la sorella posero”.
Scaduta nel 2011 la concessione cimiteriale la salma rischia, però, un secondo trasferimento all’interno dell’ossario comune. È solo grazie all’interessamento del Circolo speleologico e idrologico Friulano, e del suo vicepresidente Umberto Sello, che De Gasperi si salva dall’oblio della memoria: il 18 Aprile 2012 alle ore 16, su delibera del Sindaco Furio Honsell, il “geografo” e “speleologo” G. B. De Gasperi entra di diritto tra i personaggi incisi nel Famedio cittadino, a centoventi anni precisi dalla sua nascita.
La memoria dell’illustre scienziato viene, inoltre, onorata con una nuova targa recante l’epiteto “la tua pietra fra le tue pietre” posta all’interno della Grotta di Dovizia a fianco alla vecchia stele funebre, qui spostata per l’occasione, e ad una sua foto in divisa.

## Pubblicazioni
Nonostante la prematura scomparsa a soli ventiquattro anni, Giovanni Battista De Gasperi lascia in eredità oltre centotrenta pubblicazioni tra libri, articoli scientifici e opere di vario genere, molte delle quali diffuse postume grazie a Giotto Dainelli.
Fin da giovanissimo è ricorrente autore per diverse riviste connesse al settore delle scienze naturali: si segnalano le già citate “Mondo Sotterraneo”, “Annali del R. laboratorio di chimica agraria di Udine” e “Bollettino dell’Associazione agraria friulana” ma anche “Rivista Geografica Italiana”, il “Bollettino CAI Sezione di Firenze”  e  “In Alto”. Delle ultime due e di “Mondo Sotterraneo” sarà anche redattore tra il 1912 e il 1914.
Pur spaziando tra i più disparati campi, dalla geografia alla glaciologia fino all’etnologia e al folclore, è sicuramente nella speleologia che lascia i contributi più significativi: nel 1911 pubblica “Catalogo delle grotte e delle voragini del Friuli”, contenente la descrizione di centocinquantatré cavità. 
Questo studio, insieme a quello pubblicato da Eugenio Boegan nel 1896 (nel primo numero di “Alpi Giulie” della Società Alpina delle Giulie, riportante la descrizione di trecentoquattordici cavità nelle Alpi Giulie), rappresenta il primo nucleo di quello che nel 1924 diventerà il “Catasto speleologico regionale del Friuli Venezia Giulia”.
“Grotte e voragini del Friuli” resta però, sicuramente, il suo più importante e significativo lavoro monografico. Nello studio, pubblicato sia sulla rivista “Mondo Sotterraneo” (1915) che come monografia nella collana “Memorie di geografia, 30” (1916, a cura di Giotto Dainelli), De Gasperi descrive le oltre centocinquanta grotte dell’area friulana riportandone nel dettaglio (grazie anche al supporto di una estesa campagna fotografica e di rilevamento): morfologia, idrologia, meteorologia sotterranea, paletnologia e paleontologia, con particolare attenzione ai risultati ottenuti dallo studio dei fenomeni carsici (ipogei ed epigei) dei ghiacciai di Monte Canin. Dei numerosi appunti presi in calce dal De Gasperi, prevalentemente tra il 1910 e il 1911, restano però solo alcuni taccuini neri, rigorosamente numerati, presso l’archivio del Circolo speleologico ed idrologico di Udine. 
Si segnala infine la monografia “Scritti vari di Geografia e Geologia” pubblicata postuma da Giotto Dainelli nel 1922, in cui il maestro racchiude e formalizza tutti gli studi del De Gasperi rimasti inediti in seguito alla sua morte. Suddetto volume contiene, inoltre, anche la lista completa delle pubblicazioni dello studioso curata da Egidio Feruglio.

### Opere principali
- Giovanni Battista De Gasperi, La grotta di Vedronza, Del Bianco, 1909.
- Giovanni Battista De Gasperi, Le brezze di monte e di piano in Udine, 1910.
- Giovanni Battista De Gasperi, Catalogo delle grotte e voragini del Friuli, Del Bianco, 1911.
- Giovanni Battista De Gasperi, A proposito del laghetto Schulz sull'Adamello, 1911.
- Giovanni Battista De Gasperi, Giuseppe Feruglio, L'Altipiano del Cansiglio: contributo allo studio dei suoi fenomeni carsici, Del Bianco, 1911.
- Giovanni Battista De Gasperi, Appunti sui fenomeni carsici nei gessi di Monte Mauro, 1912.
- Giovanni Battista De Gasperi, Le Grotte del Cavallone e del Bove nel Gruppo della Majella, 1913.
- Giovanni Battista De Gasperi, Termini geografici dialettali delle Prealpi Bellunesi, Doretti, 1913.
- Giovanni Battista De Gasperi, Le casère del Friuli, 1914.
- Giovanni Battista De Gasperi, La vita pastorale nella vallata di Gressoney, Ricci, 1914.
- Giovanni Battista De Gasperi, Ludovico Quarina, Fenomeni carsici nei gessi presso la Repubblica di S. Marino, Del Bianco, 1915.
- Giovanni Battista De Gasperi, Fenomeni carsici del Monte Canin (Alpi Giulie), Del Bianco, 1915.
- Giovanni Battista De Gasperi, Grotte e voragini del Friuli, 1916.
- Giovanni Battista De Gasperi, Scritti vari di geografia e geologia, a cura di Giotto Dainelli, 1922. (postumo)

## Onorificenze e Riconoscimenti
- Medaglia d’argento della Società Geografica Italiana: “Visse per la Scienza morì per la Patria” Bollettino della R. Società Geografica Italiana, n.1, gennaio 1917.
- Iscrizione del nome nella lapide ai caduti in guerra nel R. Istituto di Studi Superiori di Firenze.
- Iscrizione del nome nella lapide ai caduti in guerra, sulla parete del M. Nona (Alpi Apuane) per opera della Sezione Fiorentina del C.A.I.
- Iscrizione del nome a socio perpetuo (ad honorem) della “Dante Alighieri” e della Sezione di Udine della Croce Rossa.
- Iscrizione del nome nel Famedio cittadino del Cimitero di San Vito di Udine (18 aprile 2012).

Portano, inoltre, il suo nome:
- Il “Rifugio alpino Fratelli de Gasperi”[16] nella Val Pesarina, dedicato a lui e ai due fratelli dalla Società alpina friulana (ottobre 1925).
- “Via Fratelli De Gasperi” a Udine.
- Il Lago "de Gásperi" nella Terra del Fuoco (tra Argentina e Cile).
- L'abisso carsico “G. B. De Gasperi”[17], situato sul versante meridionale del Monte Robon.
- L’abisso “De Gasperi”, anche noto come “Grotta del Terzo Portone”, nel Massiccio della Maiella.
- Il “Premio G. B. De Gasperi” per studi di Geologia e Geografia Alpina istituito dalla Sezione Fiorentina del C.A.I. (16 maggio 1917).[18]
- La mostra fotografica “L’urlo indifferente. Sui luoghi del diario di Guerra di Giovanni Battista De Gasperi”[19], tenutasi presso il Museo di Roma in Trastevere tra maggio e luglio 2015